# Tmesisternus villaris
Tmesisternus villaris es una especie de escarabajo del género Tmesisternus, familia Cerambycidae. Fue descrita científicamente por Pascoe en 1868.
Habita en Nueva Guinea Occidental. Esta especie mide 9-15 mm.